# Francisco Ruiz-Tagle
Pour les articles homonymes, voir Francisco Ruiz et Ruiz.
Francisco Ruiz-Tagle, né en 1790 à Santiago et mort le 23 mars 1860 dans la même ville, est un homme d'État chilien, président provisoire du Chili du 17 février au 31 mars 1830.